# Eintracht Frankfurt 1984-1985
Questa voce raccoglie le informazioni riguardanti l'Eintracht Frankfurt nelle competizioni ufficiali della stagione 1984-1985.

## Stagione
Nella stagione 1984-1985 l'Eintracht Francoforte, allenato da Dietrich Weise, concluse il campionato di Bundesliga al 12º posto. In Coppa di Germania l'Eintracht Francoforte fu eliminato al secondo turno dal Borussia M'gladbach.

## Rosa
| N. |                     | Ruolo | Calciatore            |
| -- | ------------------- | ----- | --------------------- |
|    | Germania (bandiera) | P     | Hans-Jürgen Gundelach |
|    | Germania (bandiera) | P     | Jürgen Pahl           |
|    | Germania (bandiera) | D     | Thomas Berthold       |
|    | Germania (bandiera) | D     | Manfred Binz          |
|    | Germania (bandiera) | D     | Hans-Peter Boy        |
|    | Germania (bandiera) | D     | Alexander Conrad      |
|    | Germania (bandiera) | D     | Norbert Fruck         |
|    | Germania (bandiera) | D     | Charly Körbel         |
|    | Germania (bandiera) | D     | Armin Kraaz           |
|    | Polonia (bandiera)  | D     | Bogusław Kwiecien     |

| N. |                     | Ruolo | Calciatore       |
| -- | ------------------- | ----- | ---------------- |
|    | Germania (bandiera) | C     | Ralf Falkenmayer |
|    | Germania (bandiera) | C     | Thomas Kroth     |
|    | Germania (bandiera) | C     | Jürgen Mohr      |
|    | Germania (bandiera) | C     | Ralf Sievers     |
|    | Svezia (bandiera)   | C     | Jan Svensson     |
|    | Germania (bandiera) | C     | Martin Trieb     |
|    | Germania (bandiera) | A     | Holger Friz      |
|    | Germania (bandiera) | A     | Harald Krämer    |
|    | Germania (bandiera) | A     | Uwe Müller       |
|    | Polonia (bandiera)  | A     | Cezary Tobollik  |

## Organigramma societario
Area tecnica
- Allenatore: Dietrich Weise
- Allenatore in seconda:
- Preparatore dei portieri:
- Preparatori atletici:

## Calciomercato

### Sessione estiva
| Acquisti | Acquisti              | Acquisti                         | Acquisti |
| R.       | Nome                  | da                               | Modalità |
| -------- | --------------------- | -------------------------------- | -------- |
| D        | Manfred Binz          | Eintracht Francoforte (juniores) |          |
| A        | Holger Friz           | Eintracht Francoforte (juniores) |          |
| P        | Hans-Jürgen Gundelach | Eintracht Francoforte II         |          |
| D        | Bogusław Kwiecien     | Stal Mielec                      |          |

| Cessioni | Cessioni        | Cessioni          | Cessioni |
| R.       | Nome            | a                 | Modalità |
| -------- | --------------- | ----------------- | -------- |
| A        | Bodo Mattern    | Blau-Weiß Berlin  |          |
| A        | Ronny Borchers  | Arminia Bielefeld |          |
| D        | Günter Eymold   | Osnabrück         |          |
| P        | Joachim Jüriens | Ulma              |          |
| D        | Mike Kahlhofen  | Hessen Kassel     |          |
| C        | Dennis Rieth    | Sandhausen        |          |
| C        | Uwe Schreml     | Hessen Kassel     |          |
| D        | Michael Sziedat | Hertha Berlino    |          |

### Sessione invernale
| Acquisti | Acquisti | Acquisti | Acquisti |
| R.       | Nome     | da       | Modalità |
| -------- | -------- | -------- | -------- |

| Cessioni | Cessioni | Cessioni | Cessioni |
| R.       | Nome     | a        | Modalità |
| -------- | -------- | -------- | -------- |

## Risultati

### Bundesliga

#### Girone di andata
| Arbitro: | Werner |

|                            |           |                          |
| Fischer 1’, 63’ Schulz 48’ | Marcatori | 22’, 29’ Trieb 72’ Kraaz |

| Arbitro: | Zimmermann |

|                          |           |  |
| Tobollik 27’ Sievers 34’ | Marcatori |  |

| Arbitro: | Wahmann |

|                              |           |                         |
| Günther 85’ Kraaz 88’ (aut.) | Marcatori | 74’ Müller 79’ Svensson |

| Arbitro: | Assenmacher |

|              |           |            |
| Tobollik 76’ | Marcatori | 86’ Allofs |

| Arbitro: | Uhlig |

|                                                   |           |  |
| Bruns 11’ Gorski 27’ Tripbacher 53’, 81’ Worm 61’ | Marcatori |  |

| Arbitro: | Schlup |

|                                  |           |  |
| Kroth 18’ Sievers 65’ Krämer 90’ | Marcatori |  |

| Arbitro: | Kautschor |

|                              |           |                                   |
| Pezzey 24’, 90’ Möhlmann 43’ | Marcatori | 45’ Trieb 59’ Berthold 77’ Krämer |

| Arbitro: | Osmers |

|                            |           |                        |
| Berthold 26’, 37’ Mohr 43’ | Marcatori | 48’ Schäfer 53’ Funkel |

| Arbitro: | Schütte |

|                                               |           |                        |
| Wohlfarth 9’, 43’ Rummenigge 39’ Matthäus 82’ | Marcatori | 48’ Berthold 86’ Kroth |

| Arbitro: | Walz |

|              |           |                                       |
| Svensson 88’ | Marcatori | 14’, 60’ Bein 33’ Lehnhoff 80’ Engels |

| Arbitro: | Schmidhuber |

|                                             |           |                     |
| Klinsmann 20’, 56’ Claesen 28’ Reichert 85’ | Marcatori | 41’ Krämer 60’ Mohr |

| Arbitro: | Wuttke |

|                                                   |           |                         |
| Krämer 7’, 76’, 84’ Kroth 9’, 40’ Müller 13’, 89’ | Marcatori | 44’ Heck 58’ Dickgießer |

| Arbitro: | Dellwing |

|                                          |           |            |
| Holmqvist 2’ Thiele 68’ Fleer 71’ (rig.) | Marcatori | 20’ Krämer |

| Arbitro: | Wiesel |

|                                |           |           |
| Svensson 20’ Storck 72’ (aut.) | Marcatori | 5’ Storck |

| Arbitro: | Umbach |

|                     |           |                                            |
| Schatzschneider 33’ | Marcatori | 56’ Kroth 72’ (rig.) Tobollik 88’ Svensson |

| Arbitro: | Ahlenfelder |

|                             |           |  |
| Milewski 69’ von Heesen 81’ | Marcatori |  |

| Arbitro: | Tritschler |

|              |           |           |
| Tobollik 62’ | Marcatori | 32’ Bruns |

#### Girone di ritorno
| Arbitro: | Roth |

|             |           |             |
| Sievers 38’ | Marcatori | 33’ Fischer |

| Arbitro: | Matheis |

|                                     |           |              |
| Winklhofer 39’ Cha 49’ Schreier 68’ | Marcatori | 76’ Svensson |

| Arbitro: | Schütte |

|                                                |           |                              |
| Tobollik 24’ Kroth 39’ Svensson 59’ Krämer 80’ | Marcatori | 19’ (rig.) Theiss 40’ Künast |

| Arbitro: | Kautschor |

|                      |           |            |
| Hübner 9’ Allofs 40’ | Marcatori | 52’ Krämer |

| Arbitro: | Föckler |

|                         |           |  |
| Berthold 44’ Krämer 60’ | Marcatori |  |

| Arbitro: | Wiesel |

|                               |           |                        |
| Kühlhorn 22’ Kneib 89’ (rig.) | Marcatori | 52’ Sievers 79’ Müller |

| Arbitro: | Wahmann |

|            |           |                                  |
| Müller 14’ | Marcatori | 44’ Meier 47’ Okudera 84’ Völler |

| Arbitro: | Barnick |

|            |           |            |
| Funkel 55’ | Marcatori | 65’ Müller |

| Arbitro: | Assenmacher |

|                           |           |                         |
| Berthold 49’ Tobollik 69’ | Marcatori | 80’ Rummenigge 85’ Eder |

| Arbitro: | Gabor |

|                     |           |  |
| Bein 28’ Engels 36’ | Marcatori |  |

| Arbitro: | Niebergall |

|                        |           |  |
| Kraaz 62’ Tobollik 75’ | Marcatori |  |

| Arbitro: | Scheuerer |

|                                    |           |                  |
| Kohler 27’ Tsionanīs 38’ Schön 58’ | Marcatori | 48’ (rig.) Fruck |

| Arbitro: | Theobald |

|               |           |                     |
| Friz 13’, 74’ | Marcatori | 85’ Fach 90’ Dusend |

| Arbitro: | Umbach |

|                           |           |          |
| Rüssmann 12’ Răducanu 86’ | Marcatori | 59’ Mohr |

| Arbitro: | Zimmermann |

|            |           |            |
| Körbel 75’ | Marcatori | 68’ Jakobs |

| Arbitro: | Ahlenfelder |

|              |           |  |
| Berthold 54’ | Marcatori |  |

| Arbitro: | Walz |

|                         |           |                           |
| Bruns 25’, 79’ Rahn 78’ | Marcatori | 2’, 85’ Tobollik 42’ Mohr |

### Coppa di Germania
| Arbitro: | Horeis |

|                |           |                                         |
| Lux 76’ (rig.) | Marcatori | 29’ Falkenmayer 44’ Müller 58’ Tobollik |

| Arbitro: | Heitmann |

|                                                   |           |                       |
| Criens 1’ Rahn 64’ (rig.) Krauss 102’ Lienen 105’ | Marcatori | 34’ Körbel 86’ Müller |

## Statistiche

### Statistiche di squadra
| Competizione      | Punti | In casa | In casa | In casa | In casa | In casa | In casa | In trasferta | In trasferta | In trasferta | In trasferta | In trasferta | In trasferta | Totale | Totale | Totale | Totale | Totale | Totale | DR |
| Competizione      | Punti | G       | V       | N       | P       | Gf      | Gs      | G            | V            | N            | P            | Gf           | Gs           | G      | V      | N      | P      | Gf     | Gs     | DR |
| ----------------- | ----- | ------- | ------- | ------- | ------- | ------- | ------- | ------------ | ------------ | ------------ | ------------ | ------------ | ------------ | ------ | ------ | ------ | ------ | ------ | ------ | -- |
| Bundesliga        | 32    | 17      | 9       | 6       | 2       | 36      | 22      | 17           | 1            | 6            | 10           | 26           | 45           | 34     | 10     | 12     | 12     | 62     | 67     | -5 |
| Coppa di Germania | -     | 0       | 0       | 0       | 0       | 0       | 0       | 2            | 1            | 0            | 1            | 5            | 5            | 2      | 1      | 0      | 1      | 5      | 5      | 0  |
| Totale            | 32    | 17      | 9       | 6       | 2       | 36      | 22      | 19           | 2            | 6            | 11           | 31           | 50           | 36     | 11     | 12     | 13     | 67     | 72     | -5 |

### Andamento in campionato
| Giornata  | 1 | 2 | 3 | 4 | 5  | 6 | 7 | 8 | 9 | 10 | 11 | 12 | 13 | 14 | 15 | 16 | 17 | 18 | 19 | 20 | 21 | 22 | 23 | 24 | 25 | 26 | 27 | 28 | 29 | 30 | 31 | 32 | 33 | 34 |
| --------- | - | - | - | - | -- | - | - | - | - | -- | -- | -- | -- | -- | -- | -- | -- | -- | -- | -- | -- | -- | -- | -- | -- | -- | -- | -- | -- | -- | -- | -- | -- | -- |
| Luogo     | T | C | T | C | T  | C | T | C | T | C  | T  | C  | T  | C  | T  | T  | C  | C  | T  | C  | T  | C  | T  | C  | T  | C  | T  | C  | T  | C  | T  | C  | C  | T  |
| Risultato | N | V | N | N | P  | V | N | V | P | P  | P  | V  | P  | V  | V  | P  | N  | N  | P  | V  | P  | V  | N  | P  | N  | N  | P  | V  | P  | N  | P  | N  | V  | N  |
| Posizione | 9 | 2 | 6 | 5 | 10 | 7 | 7 | 4 | 9 | 12 | 13 | 11 | 12 | 10 | 9  | 9  | 10 | 10 | 11 | 11 | 11 | 11 | 10 | 11 | 11 | 11 | 13 | 11 | 13 | 13 | 13 | 13 | 11 | 12 |

Legenda:

Luogo: C = Casa; T = Trasferta. Risultato: V = Vittoria; N = Pareggio; P = Sconfitta.

### Statistiche dei giocatori
| Giocatore      | Bundesliga | Bundesliga | Bundesliga  | Bundesliga | Coppa di Germania | Coppa di Germania | Coppa di Germania | Coppa di Germania | Totale   | Totale | Totale      | Totale     |
| Giocatore      | Presenze   | Reti       | Ammonizioni | Espulsioni | Presenze          | Reti              | Ammonizioni       | Espulsioni        | Presenze | Reti   | Ammonizioni | Espulsioni |
| -------------- | ---------- | ---------- | ----------- | ---------- | ----------------- | ----------------- | ----------------- | ----------------- | -------- | ------ | ----------- | ---------- |
| T. Berthold    | 30         | 7          | 6           | 0          | 2                 | 0                 | 0                 | 0                 | 32       | 7      | 6           | 0          |
| M. Binz        | 3          | 0          | 0           | 0          | 0                 | 0                 | 0                 | 0                 | 3        | 0      | 0           | 0          |
| H. Boy         | 16         | 0          | 1           | 0          | 0                 | 0                 | 0                 | 0                 | 16       | 0      | 1           | 0          |
| A. Conrad      | 2          | 0          | 0           | 0          | 0                 | 0                 | 0                 | 0                 | 2        | 0      | 0           | 0          |
| R. Falkenmayer | 23         | 0          | 1           | 0          | 2                 | 1                 | 1                 | 0                 | 25       | 1      | 2           | 0          |
| H. Friz        | 6          | 2          | 0           | 0          | 0                 | 0                 | 0                 | 0                 | 6        | 2      | 0           | 0          |
| N. Fruck       | 16         | 1          | 2           | 1          | 1                 | 0                 | 1                 | 0                 | 17       | 1      | 3           | 1          |
| H. Gundelach   | 10         | 0          | 0           | 0          | 0                 | 0                 | 0                 | 0                 | 10       | 0      | 0           | 0          |
| A. Kraaz       | 31         | 2          | 4           | 0          | 1                 | 0                 | 0                 | 0                 | 32       | 2      | 4           | 0          |
| T. Kroth       | 23         | 6          | 0           | 0          | 2                 | 0                 | 0                 | 0                 | 25       | 6      | 0           | 0          |
| H. Krämer      | 17         | 10         | 2           | 0          | 1                 | 0                 | 0                 | 0                 | 18       | 10     | 2           | 0          |
| B. Kwiecien    | 0          | 0          | 0           | 0          | 0                 | 0                 | 0                 | 0                 | 0        | 0      | 0           | 0          |
| C. Körbel      | 32         | 1          | 1           | 0          | 1                 | 1                 | 1                 | 0                 | 33       | 2      | 2           | 0          |
| B. Mattern     | 3          | 0          | 2           | 0          | 0                 | 0                 | 0                 | 0                 | 3        | 0      | 2           | 0          |
| J. Mohr        | 29         | 4          | 2           | 0          | 1                 | 0                 | 0                 | 0                 | 30       | 4      | 2           | 0          |
| U. Müller      | 32         | 6          | 1           | 0          | 2                 | 2                 | 0                 | 0                 | 34       | 8      | 1           | 0          |
| J. Pahl        | 25         | 0          | 0           | 0          | 2                 | 0                 | 0                 | 0                 | 27       | 0      | 0           | 0          |
| R. Sievers     | 31         | 4          | 3           | 0          | 2                 | 0                 | 1                 | 0                 | 33       | 4      | 4           | 0          |
| J. Svensson    | 33         | 6          | 2           | 0          | 2                 | 0                 | 0                 | 0                 | 35       | 6      | 2           | 0          |
| C. Tobollik    | 29         | 9          | 3           | 0          | 2                 | 1                 | 0                 | 0                 | 31       | 10     | 3           | 0          |
| M. Trieb       | 21         | 3          | 1           | 0          | 2                 | 0                 | 0                 | 0                 | 23       | 3      | 1           | 0          |